# Grębocice (Powiat polkowicki)
Grębocice (Gramschütz) ist ein Ort in der Landgemeinde Grębocice im Powiat Polkowicki der Woiwodschaft Niederschlesien in Polen.

## Geschichte
Das Dorf wurde erstmals im Jahr 1272 als Grambociz urkundlich erwähnt. Der Name wurde 1305 in Gramboczichi geändert. In der ersten Hälfte des 14. Jahrhunderts kam das Dorf unter die Herrschaft der Adelsfamilie Bieberstein, danach wechselten die Besitzer, darunter der Augustinerorden in Żagań. Im  April 1754 wurde das Dorf für den Bau einer neuen evangelischen Kirche bestimmt. Diese wurde nach 1945 abgerissen, heute steht an ihrer Stelle die Bäckerei der Gemeindegenossenschaft in Grębocice.
Im Jahr 1828 wurde im Dorf eine gepflasterte Straße gebaut; 1854 wurde die Eisenbahnlinie eröffnet. Zu Beginn des 20. Jahrhunderts wurde Grębocice elektrifiziert. Zur Zeit der Weimarer Republik gab es hier eine Molkerei, eine Landmaschinenfabrik, ein Kohlen- und Düngemittellager, acht Geschäfte und Großhändler, zwei Gasthöfe, ein Hotel mit Restaurant und die älteste Freiwillige Feuerwehr in der Region Glogau.
1945 wurde ein Postamt eröffnet und im Oktober desselben Jahres die Konsumgenossenschaft Zaodrzanka gegründet und im November eine Grundschule eröffnet. Im Jahr 1947 wurde die Freiwillige Feuerwehr gegründet. 1985 wurden zwei Objekte mit Bezug zur Lausitzer Kultur und fünf Objekte aus der Spätlatènezeit (2.–1. Jahrhundert v. Chr.) entdeckt, darunter ein Kalkofen, eines der ältesten bekannten Objekte dieser Art.

## Sehenswürdigkeiten
Denkmalgeschützte Objekte vor Ort sind
- die Kirche St. Martin (kościół pw. św. Marcina) ist eine spätgotische Saalkirche etwa um 1500 erbaut und Ende des 19. Jahrhunderts regotisiert. Sie birgt ein frühbarockes Taufbecken, einen barocken Hauptaltar, eine spätbarocke Kanzel und Grabmäler der Familie von Loß.[2]

- der Kirchfriedhof

- die Friedhofskapelle aus der zweiten Hälfte des 18. Jahrhunderts.

- Die Schlossanlage bestehend aus den Ruinen des manieristischen Schlosses (Pałac),[3] einem Speicher und dem Park von Mitte des 19. Jahrhunderts.

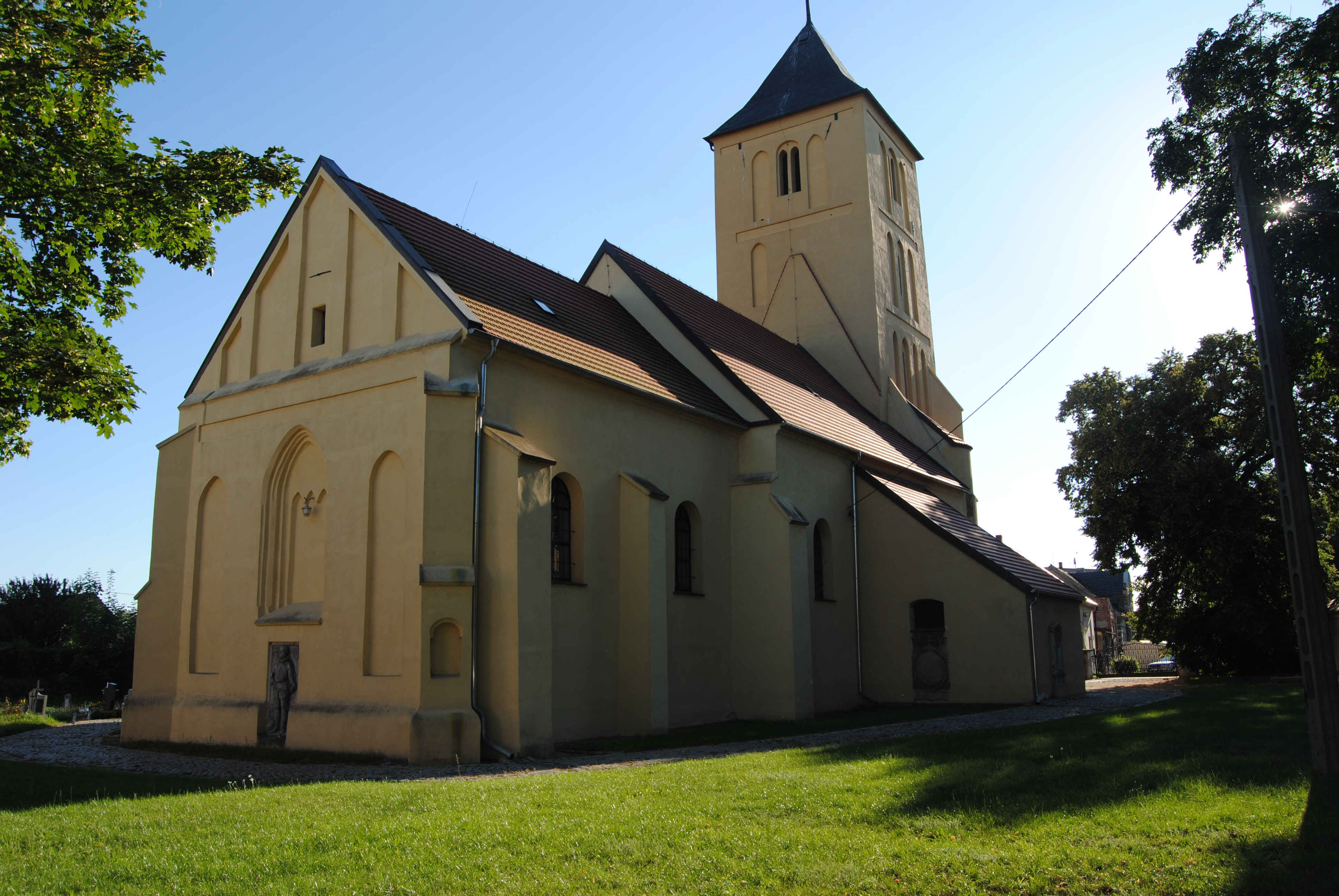
St. Martin
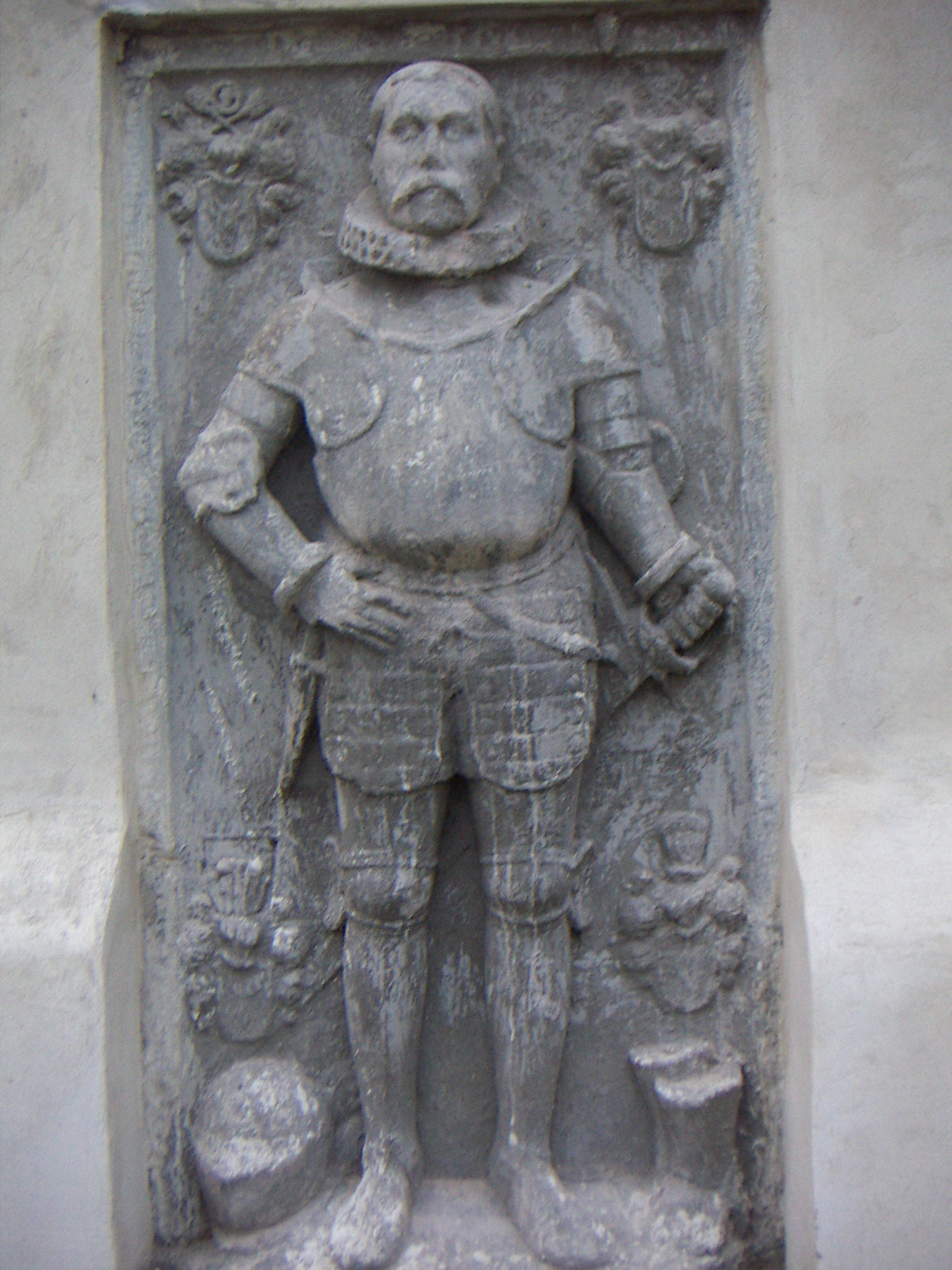
Grabmal an der Kirche
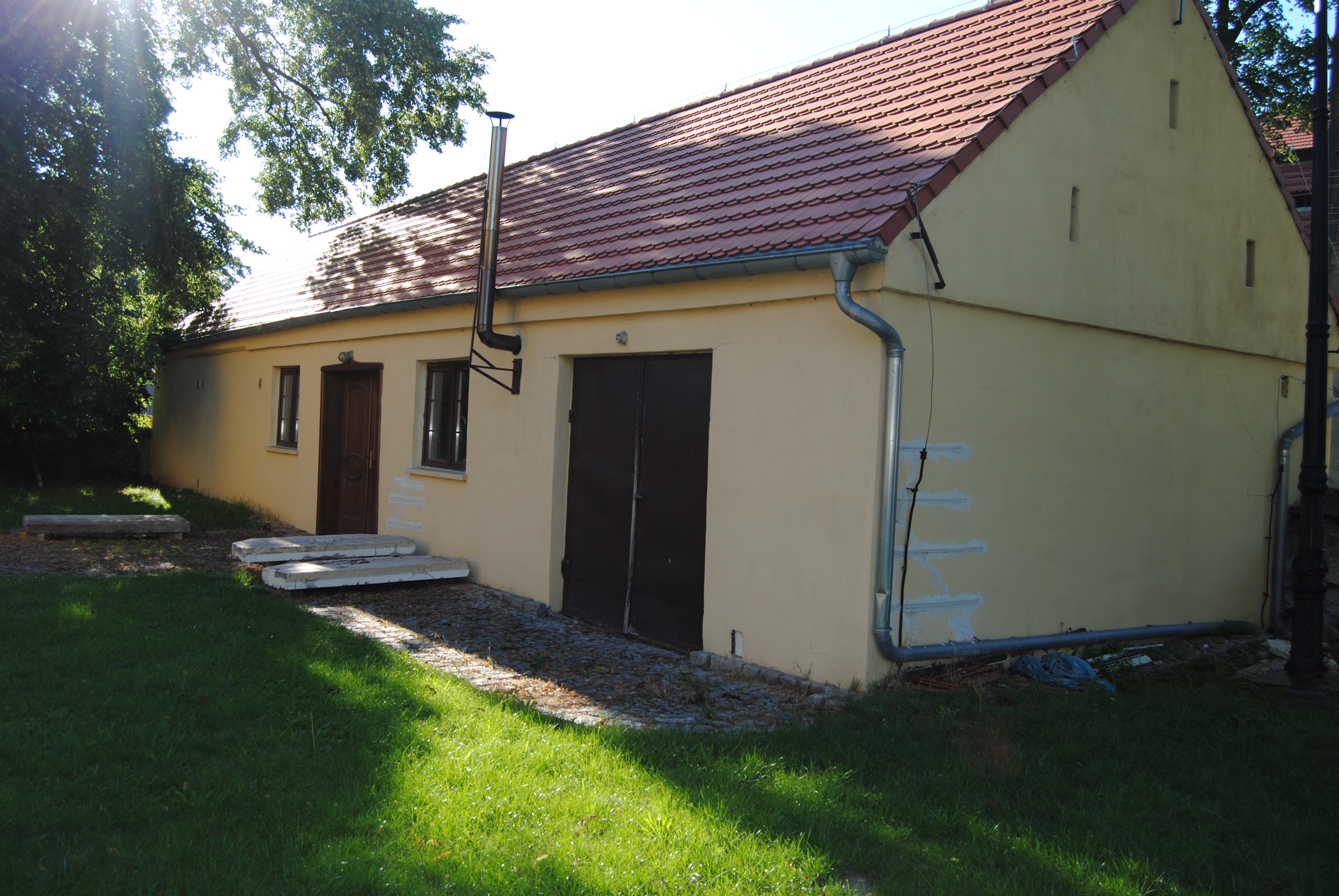
Friedhofskapelle
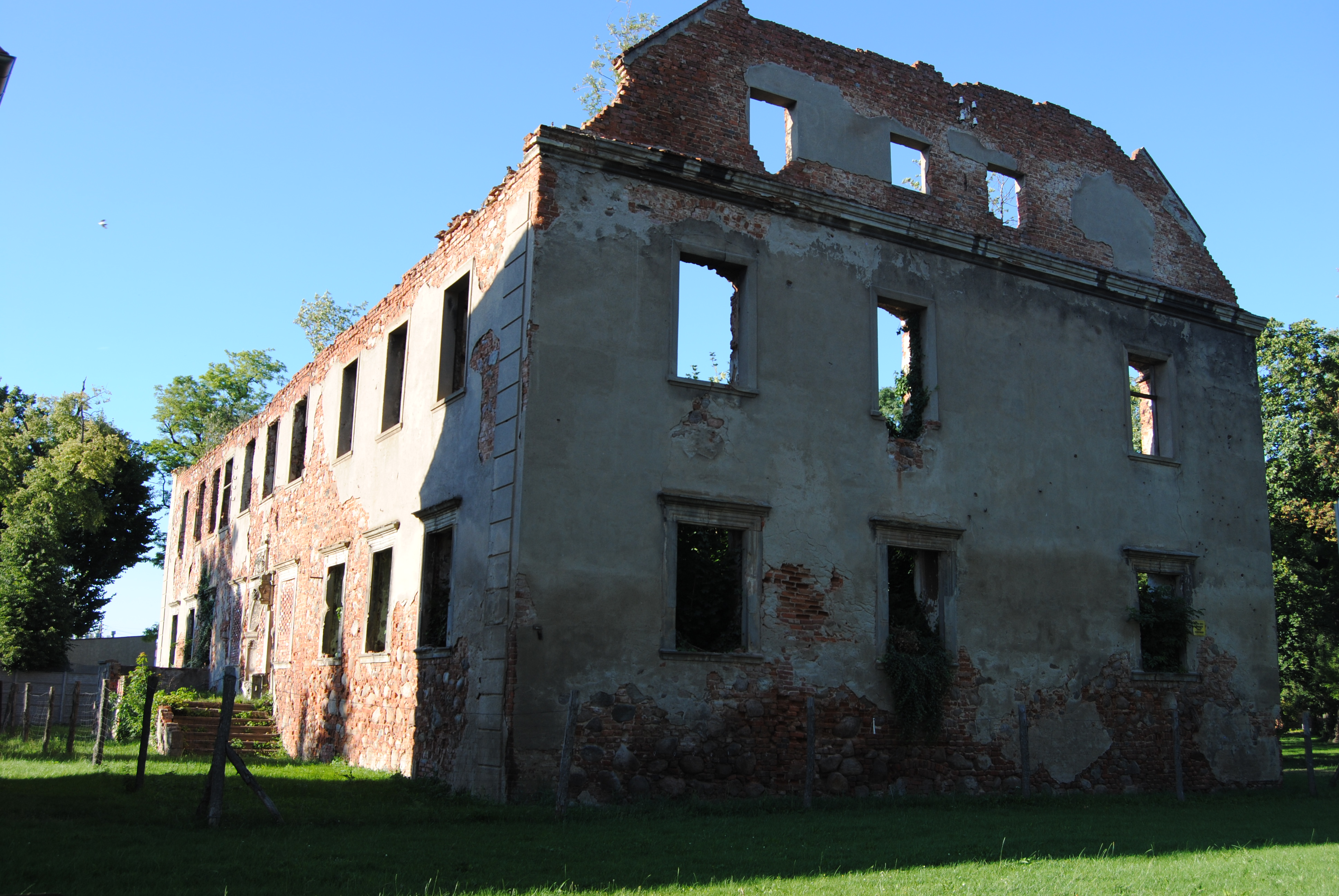
Schlossruine